# Esterházy Ferenc (horvát bán)
Galánthai gróf Esterházy Ferenc (Pápa, Habsburg Birodalom, 1715. szeptember 19. – Cseklész, Habsburg Birodalom, 1785. november 7.), a magyar arisztokrata Esterházy családból származó magyar gróf, előbb Moson vármegye ispánja, majd a Magyar Királyság Udvari Kancelláriájának kancellárja 1762-től, valamint Horvátország bánja 1783-tól 1785-ös haláláig.

## Élete
1760-ban Moson vármegye főispánja, 1762-ben kancellár lett. 1765-71-ben főkamarás, 1773-83-ban főudvarmester, majd 1783 és 1785 között horvát bán volt. 1764-től a Szent István-rend kancellárja, 1771-től pedig az Aranygyapjas rend lovagja volt. Szerepe volt a Ratio Educationis kidolgozásában, megszervezésében. 
II. József uralkodása idején fellépett a központosító törekvésekkel szemben, védte a magyar rendi alkotmányt és a nemesi és egyházi kiváltságokat. 
1763-ban Magyarország első állami árvaháza számára átengedte tallósi kastélyát. Pozsony vármegyei szempci kastélyában gazdasági iskolát rendeztek be. Birtokán manufaktúrát létesített. A pápai városi kórház főbejáratánál emléktábla őrzi emlékét: 1757-ben ő alapította meg az intézményt. Művelt főúr volt, nagy könyvtárat hagyott hátra a cseklészi kastélyában.